# ترزانی
ترزانی (بوسنیایی: Trzanj) یک منطقهٔ مسکونی در بوسنی و هرزگوین است که در فدراسیون بوسنی و هرزگوین واقع شده‌است.